# Episodi di Cuori senza età (quarta stagione)
La quarta stagione della serie televisiva Cuori senza età è stata trasmessa in anteprima negli Stati Uniti d'America dalla NBC tra l'8 ottobre 1988 e il 13 maggio 1989.
| nº | Titolo originale                       | Titolo italiano                           | Prima TV USA     | Prima TV Italia |
| -- | -------------------------------------- | ----------------------------------------- | ---------------- | --------------- |
| 1  | Yes, We Have No Havanas                | Mi piacciono gli havana                   | 8 ottobre 1988   |                 |
| 2  | The Days and Nights of Sophia Petrillo | La giornata di Sofia Petrillo             | 22 ottobre 1988  |                 |
| 3  | The One That Got Away                  | Colui che andò via                        | 29 ottobre 1988  |                 |
| 4  | Yokel Hero                             | L'eroina di campagna                      | 5 novembre 1988  |                 |
| 5  | Bang the Drum, Stanley                 | Suona il tamburo Stanley                  | 12 novembre 1988 |                 |
| 6  | Sophia's Wedding (Part 1)              | Il matrimonio di Sofia (prima parte)      | 19 novembre 1988 |                 |
| 7  | Sophia's Wedding (Part 2)              | Il matrimonio di Sofia (seconda parte)    | 26 novembre 1988 |                 |
| 8  | Brother, Can You Spare That Jacket?    | Fratello, puoi privarti di quella giacca? | 3 dicembre 1988  |                 |
| 9  | Scared Straight                        | Ombre dall'aldilà                         | 10 dicembre 1988 |                 |
| 10 | Stan Takes a Wife                      | Stan prende moglie                        | 7 gennaio 1989   |                 |
| 11 | The Auction                            | L'asta                                    | 14 gennaio 1989  |                 |
| 12 | Blind Date                             | Appuntamento alla cieca                   | 28 gennaio 1989  |                 |
| 13 | The Impotence of Being Ernest          | L'impotenza di chiamarsi Ernesto          | 4 febbraio 1989  |                 |
| 14 | Love Me Tender                         | Amore a prima vista                       | 6 febbraio 1989  |                 |
| 15 | Valentine's Day                        | San Valentino                             | 11 febbraio 1989 |                 |
| 16 | Two Rode Together                      | Due sulla giostra                         | 18 febbraio 1989 |                 |
| 17 | You Gotta Have Hope                    | Il comico finale                          | 25 febbraio 1989 |                 |
| 18 | Fiddler on the Ropes                   | Un violinista alle corde                  | 4 marzo 1989     |                 |
| 19 | Till Death Do We Volley                | Set mortale                               | 18 marzo 1989    |                 |
| 20 | High Anxiety                           | Alta tensione                             | 25 marzo 1989    |                 |
| 21 | Little Sister                          | La sorellina                              | 1º aprile 1989   |                 |
| 22 | Sophia's Choice                        | La scelta di Sofia                        | 15 aprile 1989   |                 |
| 23 | Rites of Spring                        | Riti di primavera                         | 29 aprile 1989   |                 |
| 24 | Foreign Exchange                       | Analisi illogica                          | 6 maggio 1989    |                 |
| 25 | We're Outta Here (Part 1)              | Blanche vuol vendere casa (parte prima)   | 13 maggio 1989   |                 |
| 26 | We're Outta Here (Part 2)              | Blanche vuol vendere casa (parte seconda) | 13 maggio 1989   |                 |